# Guennadi Litóvchenko
Guennadi Vladímirovich Litóvchenko (Dniprodzerzhynsk, Unión Soviética, 11 de septiembre de 1963) es un exfutbolista ucraniano quien desde 1996 ha sido entrenador de varios clubes en la liga profesional de ese país.
Como futbolista internacional jugó para las selecciones de la Unión Soviética y Ucrania.

## Clubes

### Jugador
| Club                     | País            | Año         | Partidos | Goles |
| FC Dnipro Dnipropetrovsk | Unión Soviética | 1981 - 1987 | 183      | 36    |
| FC Dinamo Kiev           | Unión Soviética | 1988 - 1990 | 82       | 20    |
| Olympiacos FC            | Grecia          | 1991 - 1993 | 80       | 9     |
| FC Boryspil              | Ucrania         | 1993        | 17       | 3     |
| FC Admira Wacker         | Austria         | 1993 - 1995 | 19       | 3     |
| FC Arsenal Kiev          | Ucrania         | 1995        | 0        | 0     |
| AEL Limassol FC          | Chipre          | 1995        | 8        | 3     |
| FC Chornomorets Odessa   | Ucrania         | 1995 - 1996 | 10       | 1     |

## Participaciones Selección Sub-20
| Copa                                   | Sede   | Resultado     | Partidos | Goles |
| -------------------------------------- | ------ | ------------- | -------- | ----- |
| Copa Mundial de Fútbol Juvenil de 1983 | México | Primera Ronda | 2        | 1     |

### Entrenador
| Club               | País    | Año         |
| ------------------ | ------- | ----------- |
| FC CSKA Kiev       | Ucrania | 1996 - 1997 |
| FC Kryvbas         | Ucrania | 2000 - 2001 |
| FC Arsenal Kiev    | Ucrania | 2002 - 2003 |
| FC Metalist Járkov | Ucrania | 2003 - 2004 |
| FC Járkov          | Ucrania | 2005 - 2006 |

- Datos: Q921830
- Multimedia: Hennadiy Lytovchenko / Q921830